# رسیدا (لس آنجلس)
رسیدا، لس آنجلس (به انگلیسی: Reseda, Los Angeles) یک منطقهٔ مسکونی در ایالات متحده آمریکا است که در لس آنجلس واقع شده‌است.